# Quinta

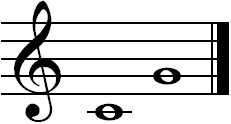
Quinta justa do-sol

En la música, una quinta és l'interval que conté cinc graus o notes de l'escala diatònica, coneguda també com a diapente. Quan es parla de "quinta", sense més precisió, el terme es refereix a la quinta justa, que conté de tres tons i un semitò.
En acústica musical, la quinta pura és l'interval que hi ha entre dos sons les freqüències fonamentals dels quals estan en la proporció de tres a dos (és a dir: 1,5 = 3 / 2). Aquesta relació de freqüències apareix inalterada a l'Escala pitagòrica, i també serveix com a base per a construir les escales naturals.
Harmònicament la quinta justa és considerada una consonància perfecta i és l'interval a partir del qual s'afinen molts instruments. La inversió de la quinta justa és la quarta justa, que té 2 tons i un semitò. Harmònicament també es considera una consonància perfecta. A més de la quinta justa també hi ha la quinta disminuïda, que té 3 tons, i la quinta augmentada, que té 4 tons. Ambdós intervals són considerats dissonants.